# Уздембаев, Абильда
Абильда́ Уздемба́ев (1892, село Саудакент, Аулиеатинский уезд, Сырдарьинская область, Туркестанский край, Российская империя — неизвестно, село Байдакам, Сарысуский район, Джамбулская область, Казахская ССР) — старший чабан колхоза «Уюм» Сары-Суйского района Джамбулской области, Казахская ССР. Герой Социалистического Труда (1949).

## Биография
Родился в 1892 году в крестьянской семье в селе Саудакент (1931—1992: Байдакам) Аулиеатинского уезда. С раннего возраста трудился в сельском хозяйстве, батрачил у местных баев. С 1929 года трудился чабаном каракульской породы в сельскохозяйственной артели, позднее работал старшим чабаном по выпасу овец в колхозе «Уюм» (с 1957 года после объединения с колхозом имени Молотова — овцесовхоз «Байдакам») Сары-Суского района.
Ежегодно показывал высокие трудовые результаты в овцеводстве. На начало 1948 года содержал 450 овцематок. По итогам работы в этом году вырастил в среднем по 117 ягнят от каждой сотни овцематок и получил 88,4 % смушек первого сорта. Указом Президиума Верховного Совета СССР от 12 июля 1949 года удостоен звания Героя Социалистического Труда за «получение высокой продуктивности животноводства в 1948 году» с вручением ордена Ленина и золотой медали «Серп и Молот» (№ 4136).
С 1954 года заведовал колхозной овцеводческой фермой, с 1957 года — старший чабан в совхозе «Байдакам».
В 1963 году вышел на пенсию. Проживал в родном селе Байдакам (с 1993 года — Саудакент). Дата смерти не установлена.